# Stoicani (okręg Gałacz)
Stoicani – wieś w Rumunii, w okręgu Gałacz, w gminie Foltești. W 2011 roku liczyła 979 mieszkańców.